# Біккулово (Міякинський район)
Бікку́лово (рос. Биккулово, башк. Биҡҡол) — село у складі Міякинського району Башкортостану, Росія. Адміністративний центр Біккуловської сільської ради.
Населення — 200 осіб (2010; 299 в 2002).
Національний склад:
- башкири — 99%